# Gonomyia (Leiponeura) naiadifera
Gonomyia (Leiponeura) naiadifera is een tweevleugelige uit de familie steltmuggen (Limoniidae). De soort komt voor in het Australaziatisch gebied.